# PigeonBlood
『PigeonBlood』（ピジョンブラッド）は、PIL/SLASH制作著作のボーイズラブゲーム（18禁）。2014年10月3日に発売された。

## ストーリー
旧家である桐島家の次男として生まれた主人公・和樹は、当主であり兄でもある瑞樹の急逝により、図らずも桐島家当主の座を継ぐこととなる。当主となった和樹に与えられた最初の仕事は、桐島家に代々伝わる弔いの儀式「ふなうち」を49日間欠かさず行うというものだった。儀式を行う間、和樹は桐島家が所有する長野の別荘に滞在する事を余儀なくされる。
兄を弔うため別荘で静かに過ごす和樹の元に、ある日四人の青年が訪れる。四人はいずれも名家の御曹司だったが、暇を持て余した彼らによって和樹は理不尽な「ゲーム」を行わなければならなくなる。来訪者たちの存在に怯える日々の中、別荘の周辺では奇妙な出来事が起こり始めていた。

## 登場人物

### 桐島家
桐島 和樹（きりしま かずき）
声 - 松田春樹
主人公。身長172cm。桐島家の次男で、現在は東京の大学に在学中。兄・瑞樹の急逝により桐島家最後の一人となってしまい、思いがけず当主の座を継ぐことに。社交の全てを瑞樹に任せていた為、他家との交流経験が殆どない。また、次男である和樹は当主になる予定がそもそも無かったという経緯もあり、桐島家の儀式に関する知識に疎い。優秀で優しかった兄を手放しに信頼・尊敬していた。他者を疑わない優しい性格の持ち主だが、結果としてそれが来訪者四人の暴挙を許してしまうことに繋がった。美作曰く「そのへんの女の子よりは綺麗」な容姿をしている。
桐島 瑞樹（きりしま みずき）
声 - 河村眞人
桐島家の長男であり、桐島家前当主。故人。両親が若くして他界し、学生の身で当主となった。弟の和樹を溺愛しており、和樹を全ての危険から遠ざけるべく心血を注いでいたが、その一方で和樹の安全の為なら他者の犠牲を厭わない節があった。趣味は狩猟と日本画で、散弾銃とアトリエを所持している。生前は時折個展を開いていた。

### 来訪者
美作 祥輔（みまさか しょうすけ）
声 - 佐藤タカ
身長183cm。大財閥の中核・美芳(みよし)グループの次男であり、来訪者四人の中ではリーダー格の存在。美作家は桐島家の縁戚でもある。華やかで美しい容姿と柔らかい口調とは裏腹に、その言動は一貫して悪辣。頭脳明晰で口が達者だが、それは主に他者を陥れる為に役立てられる。和樹に悪趣味な「ゲーム」を持ちかけた張本人。趣味は日本画で、何度か瑞樹の個展を訪れたこともある。その際に和樹の姿を見かけていた。
橘 裕也（たちばな ゆうや）
声 - 髭内悪太
185cm。名門である橘財閥の次男。後継ぎではないが「昭和の怪物」と呼ばれた祖父・玄七郎から目をかけられて育った。非力で中性的な外見の和樹を「お嬢ちゃん」「子鹿ちゃん」と呼び蔑んでいる。恵まれた体格の持ち主で、並大抵の人間では敵わない腕力を有する。基本的に出された食事には文句をつけない主義。生前の瑞樹を狩りに誘ったことがある。
雪ノ宮 透（ゆきのみや とおる）
声 - 634
178cm。大財閥・雪ノ宮家の次男。美作や橘のように和樹に対して直接的な行動をとる事はないが、和樹が困っていても特に助けようとせず、傍観者的立場を貫く。桐島家全体に対してあまり良い印象を持っていないらしく、シニカルな言動が多い。綺麗なもの・美しいものが好きで、水沢のピアノの腕を高く評価している。家族と大変折り合いが悪く、家に寄りつこうとしない。
水沢 博嗣（みずさわ ひろつぐ）
声 - 清風涼
173cm。名門財閥である水沢家の長男。外見によらずピアノが特技でセミプロ級の腕を持っているものの、その演奏を他者に聞かれるのは苦手。四人の中では比較的真っ当な精神の持ち主であるが、そうであるが故に和樹から若干舐めた態度を取られてしまい、そのことを不服に思っている。手先が器用であり、機械の修繕が得意。四人で乗っていた車が不調に見舞われた際その修理を買って出た。

### 桐島家の関係者
和泉 馨（いずみ かおる）
声 - 錦戸智久
桐島家に代々執事として仕える和泉家の生まれで、現在は執事見習いの身。瑞樹と同じく和樹を大切にしているが、桐島家の儀式を重要視するあまり、現当主の和樹の意に反する行動に出てしまうこともある。美作達と和樹の間で行われている「ゲーム」のことをある程度把握しており、美作達の存在を苦々しく思っている。
四藤 依子（しどう よりこ）
声 - 宮本野明
桐島家所有の別荘で家事の一切を取り仕切るお手伝いさん。和樹が儀式に使う注連縄の作製業務も担っている。料理が上手で、材料と時間さえあればリクエストされたものは大抵作る事が出来る。普段は穏やかで人の良い性格だが、桐島家の儀式に関することとなると人が変わったようにヒステリックになる。美作達の本性や「ゲーム」については何も知らず、彼らは和樹の友人だと思っている。
滝澤 昌之（たきざわ まさゆき）
声 - 中務貴幸
庭師として桐島家に勤める真面目な青年。庭仕事や買い出しのほか、依子には難しい力仕事を任されている。依子同様、彼も美作達が別荘に滞在している理由が「ゲーム」であることは知らされていない。
和泉 孝治（いずみ こうじ）
桐島家に勤める執事頭で、馨の父。東京の本宅で桐島家の一切を取り仕切っている。
大森 匡（おおもり たすく）
声 - 縞馬男爵
桐島家所有の敷地内に不法侵入してきた饒舌な男。腕にトライバルの刺青がある。軽妙な口調で和樹に「とある提案」をしてくるが、敷地内への不法侵入に加え、自身の職業についての話が二転三転するなど胡散臭い所がある。自らを桐島の関係者であると自称する。

## スタッフ
- シナリオ - 片桐由摩、中条ローザ、松永也槻、喜屋武米助 、金山じゅん
- 原画・キャラクターデザイン - コウジ
- イメージ画 - 大石竜子
- SDキャラクターデザイン - スズケン
- 音楽 – 鷹石忍、細井聡司、鈴葉ユミ、Music-Note.jp

## 挿入歌
- オープニングテーマ「PigeonBlood」
- ハッピーエンドテーマ「陽光の下で」
- バッドエンドテーマ「忌唄」
  - 上記3曲とも作曲・編曲は鷹石忍が担当した。